# Báb (település)
Báb (szlovákul: Báb, németül: Baab) község Szlovákiában, a Nyitrai kerületben, a Nyitrai járásban. Kis- és Nagybáb egyesítésével jött létre 1955-ben. Gézamajor (Nový Dvor), Elemér és Sándor major tartozik hozzá.

## Fekvése
Nyitrától 16 km-re nyugatra.

## Története
A régészeti leletek tanúsága szerint területén a bronzkori csekei kultúra települése állt.
Nagybáb első írásos említése 1156-ból származik "Bab" néven. A későbbi forrásokban 1268-ban "terra Baab, villa que eciam Baab Vocatur", 1365-ben "Obaab" néven tűnik fel. Első említésekor már plébániája volt, a falut pedig a nyitrai vár udvarnokai lakták. 1268-ban még a nyitrai váruradalom része, később a nagyszombati Conchok szerezték meg. Ezután a Bene, Borcsányi, Dávid, Sándor és más nemes családok birtoka volt. Az 1559-es kánoni vizitáció alapján különböző nemesek voltak a temető nélküli templom kegyurai, de éveken át szabadon maradt. Adminisztrátora a semptei plébános volt.
Nagy károkat szenvedett a török és kuruc harcok pusztításai során. 1715-ben szőlőskert és 38 adózó háztartás található a faluban. 1751-ben 78 család lakta. Birtokosai a Majthényi, Zichy és Eszterházy családok voltak. 1787-ben 90 házában 445 lakos élt. 1828-ban 57 házát 400-an lakták, akik főként mezőgazdaságból éltek.
Kisbábot 1365-ben említik először "Wybaab" alakban. 1788-tól vásártartási joggal rendelkezett, birtokosai az akkori Nagybábéval megegyezőek. 1787-ben 111 házában 528 lakos élt. 1828-ban 71 házát 496-an lakták, akik mezőgazdasággal foglalkoztak. A 19-20. században a Shey család birtoka volt.
Vályi András szerint "Kis Báb. Tót falu Nyitra Vármegyében, birtokos Ura Majthényi Uraság, lakosai katolikusok, fekszik Nyitra Városától más fél mértföldnyire. Határja középszerű, fája tűzre szűken, tágas, és termékeny szőlei vagynak, legelője elég, malma helyben, piatzozása egy órányira Galgótzon; a’ második Osztályba tétettetett."
"Nagy Báb. Tót falu Nyitra Vármegyében, földes Ura Gróf Zichy Uraság, lakosai katolikusok, fekszik az előbbeninek szomszédságában, tulajdonságai mint Kis Bábnak; második Osztálybéli."
Fényes Elek szerint "Báb (Kis), tót falu, Nyitra vgyében, Ujlakhoz 1/2 órányira: 312 kath., 3 evang., 156 zsidó lak. – Van benne: kath. paroch. templom, synagoga, kastély és kert. Határa dombos és termékeny; rétei szépek; erdeje s malma van. F. u. gr. Sándor. Ut. p. Szered."
"Báb (Nagy), tót falu, Nyitra vármegyében, Kis-Bábbal együtt van, s határa is egyforma. Számlál 340 kath., 20 zsidó lak. F. u. gr. Zichy."
A trianoni békeszerződésig mindkét település Nyitra vármegye Galgóci járásához tartozott, ezután Csehszlovákia része lett. Később is megőrizte mezőgazdasági jellegét, 1958-ban alakult földműves szövetkezete.

## Népessége
| Év:            | 1994. | 2004.   | 2014.    | 2024.    |
| -------------- | ----- | ------- | -------- | -------- |
| Emberek száma: | 970   | 960     | 1093     | 1238     |
| Eltérés:       |       | -1,03 % | +13,85 % | +13,26 % |

| Év:            | 2023. | 2024.   |
| -------------- | ----- | ------- |
| Emberek száma: | 1243  | 1238    |
| Eltérés:       |       | -0,40 % |

Kisbáb és Nagybáb eredendően magyar faluk voltak, őshonos lakosságuk azonban a török korban jelentősen megfogyatkozott.[forrás?] A 18. század kezdetétől betelepülő szláv népesség azután nagyrészt magába olvasztotta magyar lakosságát.
1880-ban Kisbábon 580 szlovák és 14 magyar anyanyelvű élt. 1880-ban Nagybábon 497 szlovák és 43 magyar anyanyelvű élt.
1890-ben Kisbábon 563 szlovák és 29 magyar anyanyelvű élt. 1890-ben Nagybábon 484 szlovák és 67 magyar anyanyelvű élt.
1900-ban Kisbábon 619 szlovák és 64 magyar anyanyelvű élt. 1900-ban Nagybábon 602 szlovák és 85 magyar anyanyelvű élt.
1910-ben Kisbábnak 681 lakosából 570 szlovák, 45 német, 24 magyar és 42 egyéb anyanyelvű, míg Nagybábnak 792 lakosából 692 szlovák, 75 magyar és 25 német anyanyelvű volt.
1919-ben Kisbáb 124 házában, 684 lakosából 670 csehszlovák, 12 magyar és 2 más nemzetiségű, Nagybáb 106 házában, 873 lakosából 810 csehszlovák, 59 magyar és 4 német volt.
1921-ben Kisbábon 670 csehszlovák és 21 magyar, Nagybábon 865 csehszlovák és 31 magyar volt.
1930-ban Kisbábon 761 csehszlovák és 4 magyar, Nagybábon 926 csehszlovák és 15 magyar volt.
1991-ben 991 lakosából 972 szlovák és 4 magyar volt.
2001-ben Báb 957 lakosából 943 szlovák és 3 magyar volt.
2011-ben 1035 lakosából 1002 szlovák, 9 cseh, 4 magyar, 2 bolgár és 13 ismeretlen nemzetiségű volt.
2021-ben 1195 lakosából 1141 szlovák, 3 magyar, 14 egyéb és 37 ismeretlen nemzetiségű.

## Neves személyek
- Nagybábon született 1893-ban Deseő Dezső orvos.
- Itt született 1906-ban Alexander Imrich Pockody szlovák költő, író.
- Itt született 1925. október 30-án Bábi Tibor (1925-1978) költő, író, publicista, műfordító, szerkesztő.[13]
- Itt született 1941-ben Jozef Slamka plébános.[14]
- Kisbábon hunyt el 1812-ben Mallyo Antal római katolikus plébános.

## Nevezetességei

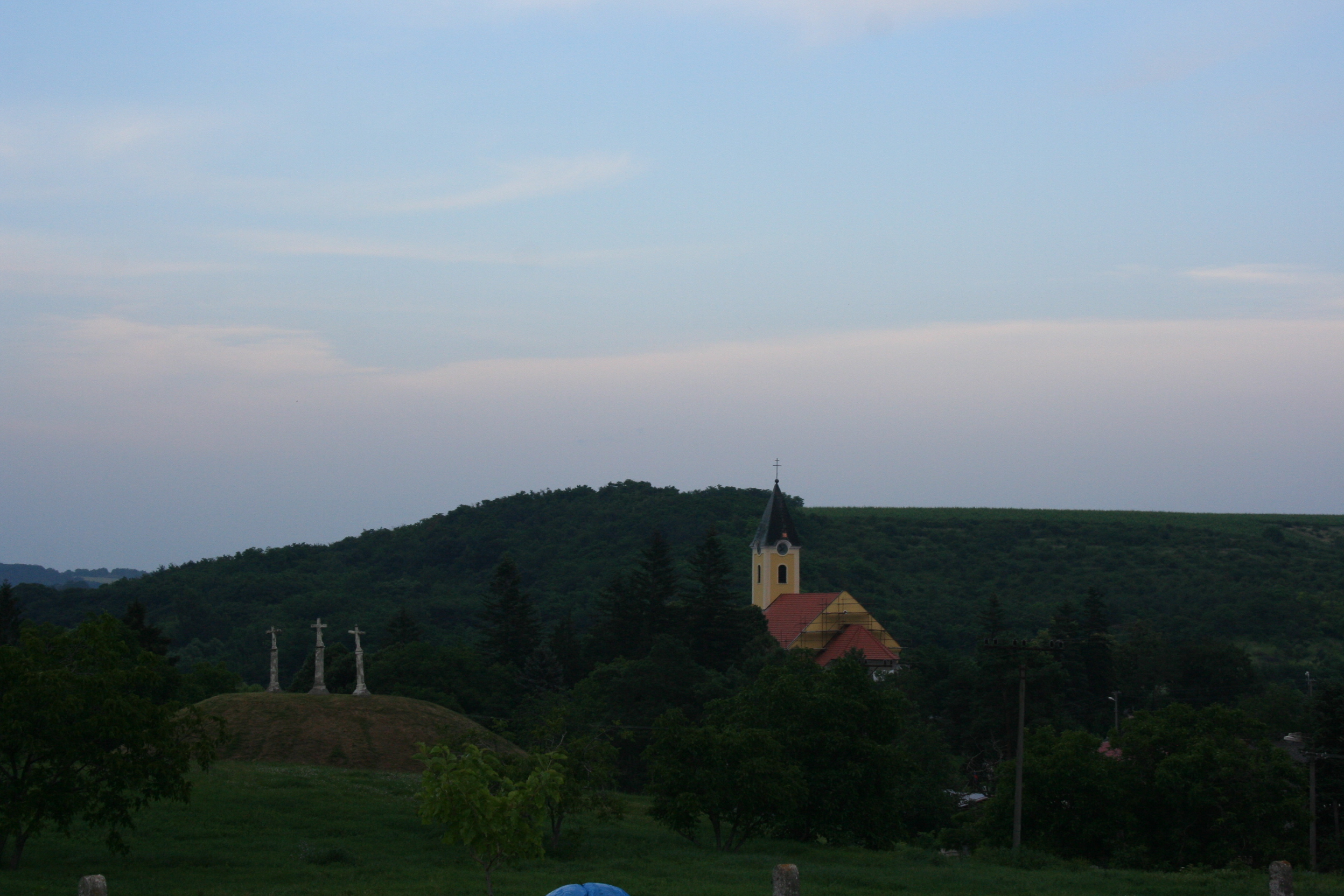
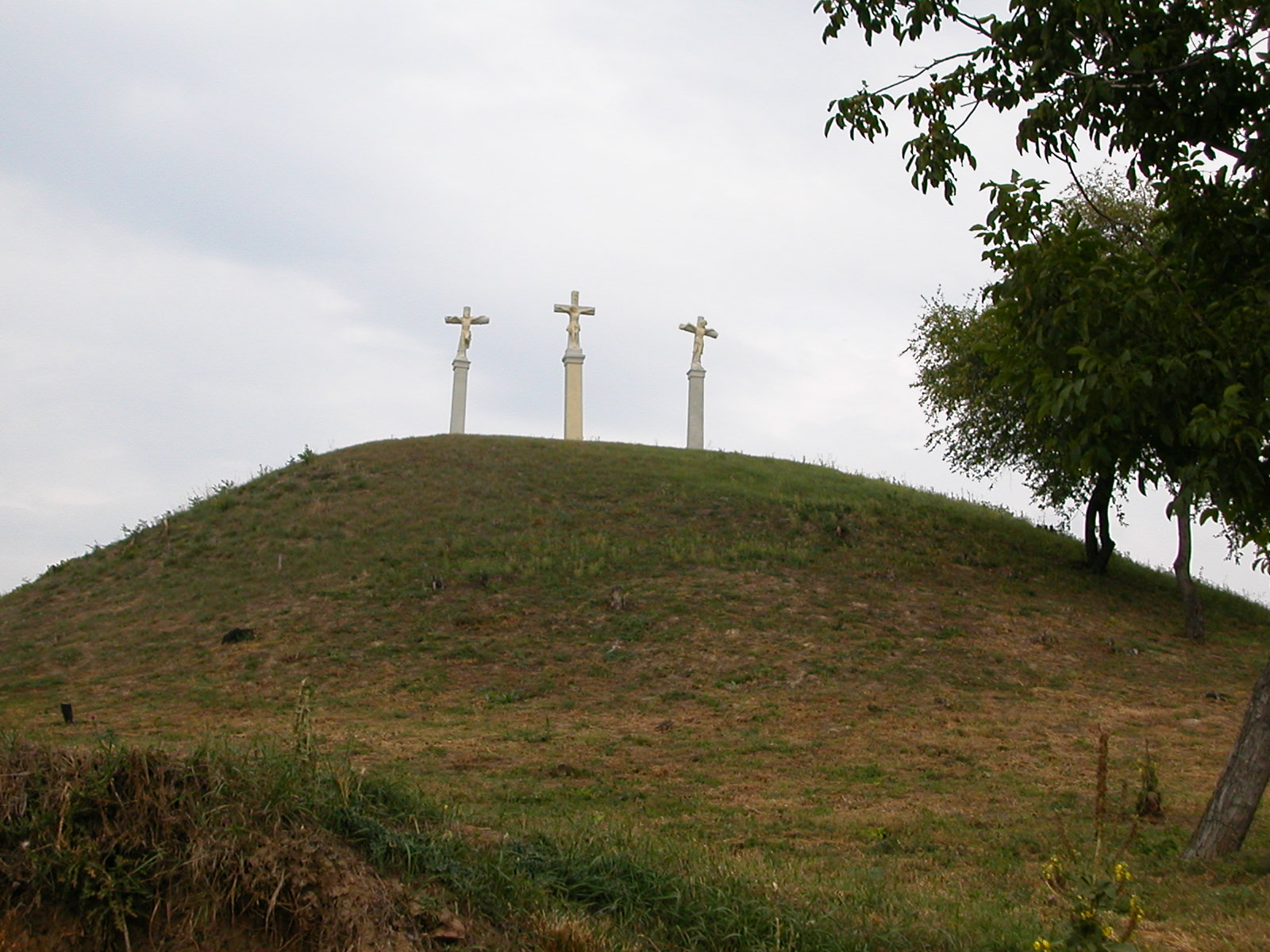
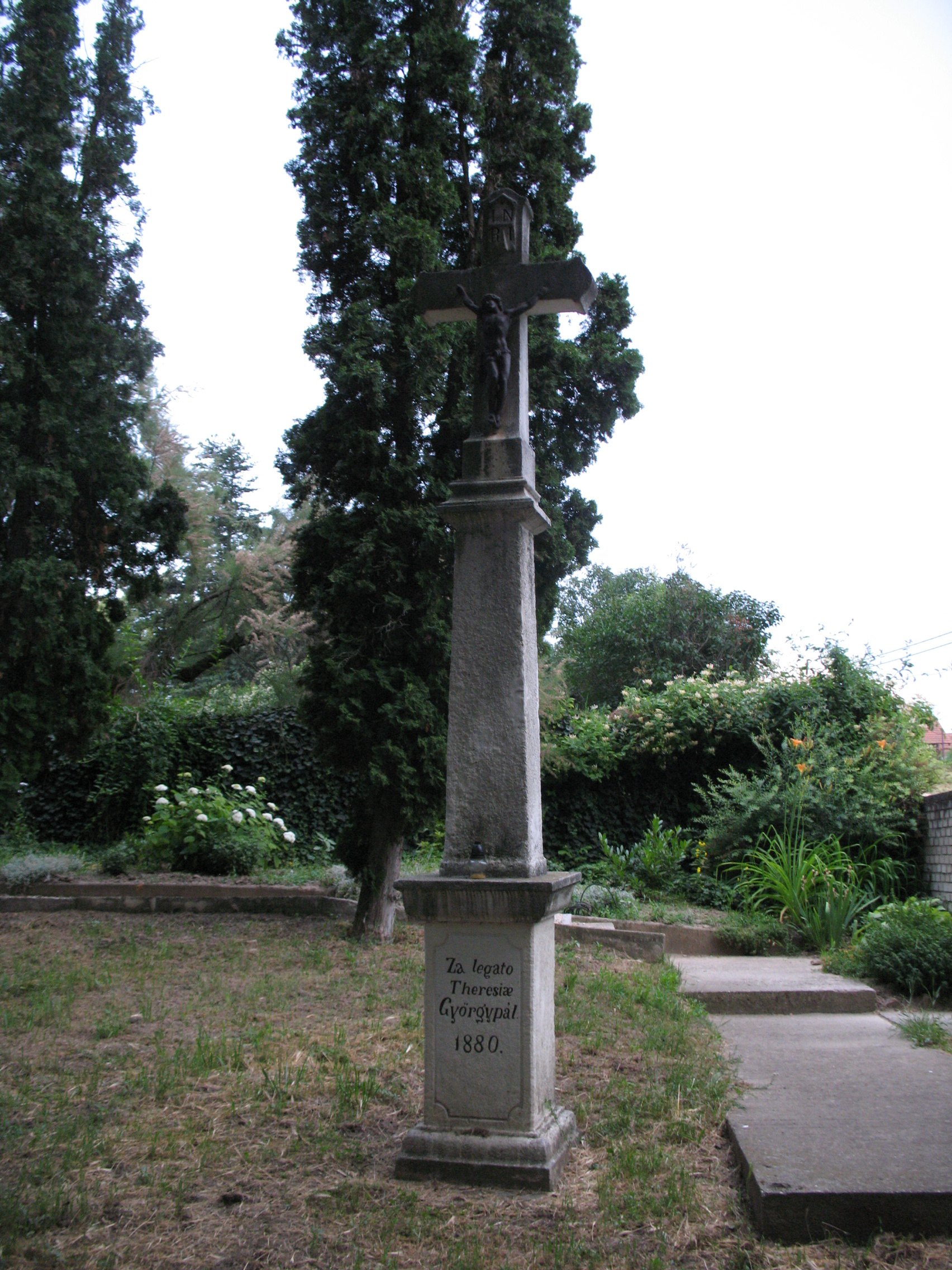
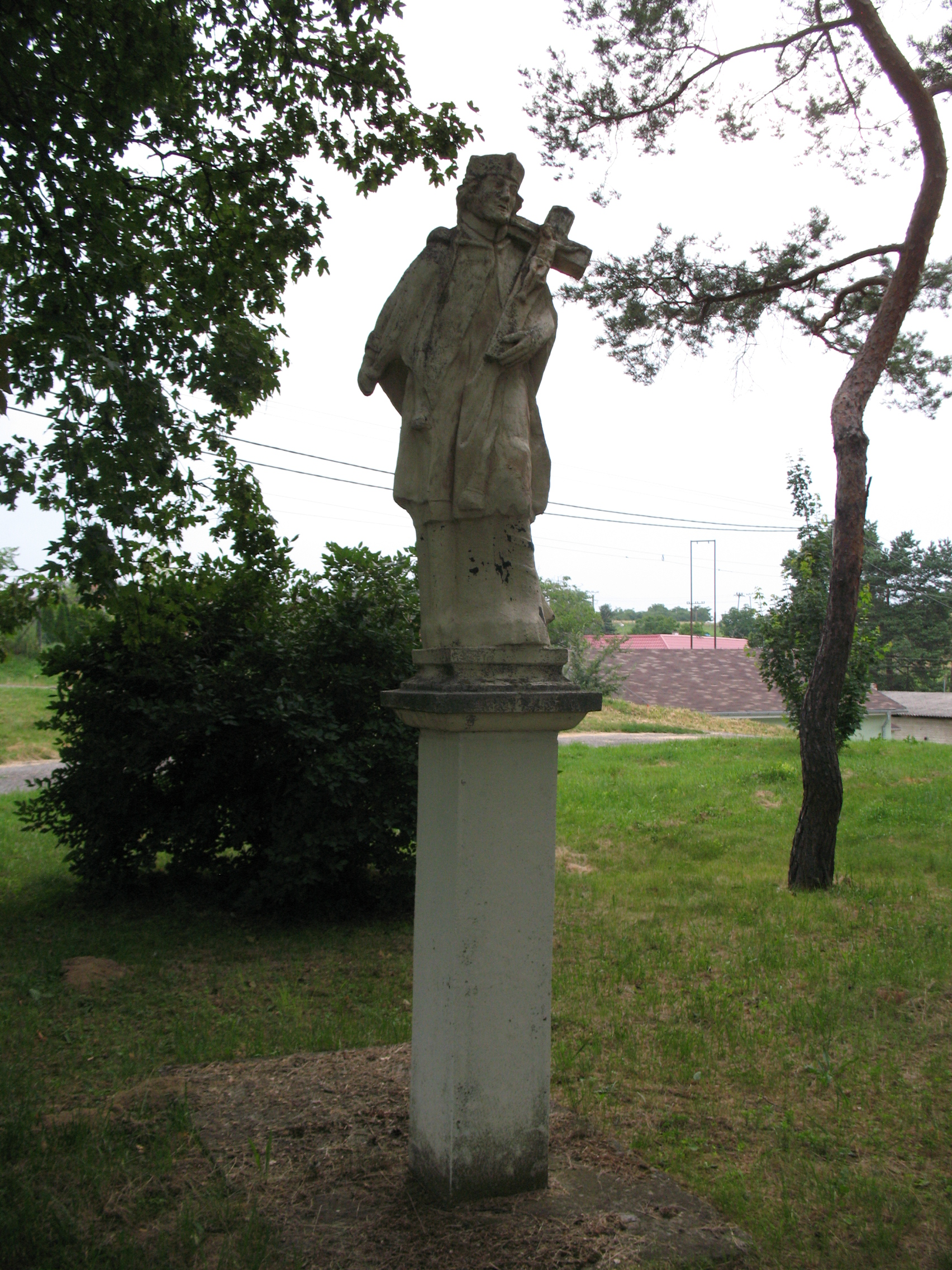
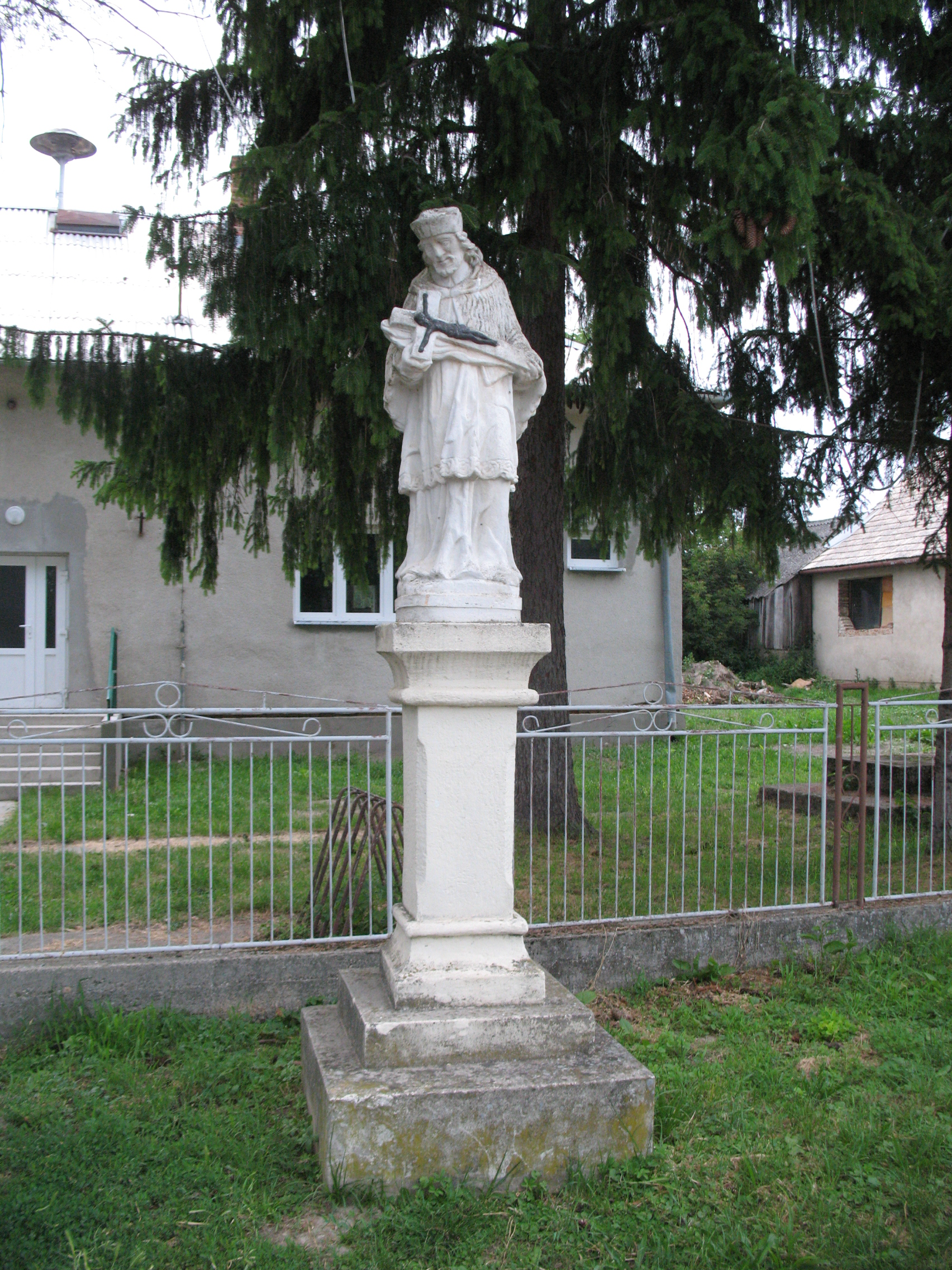
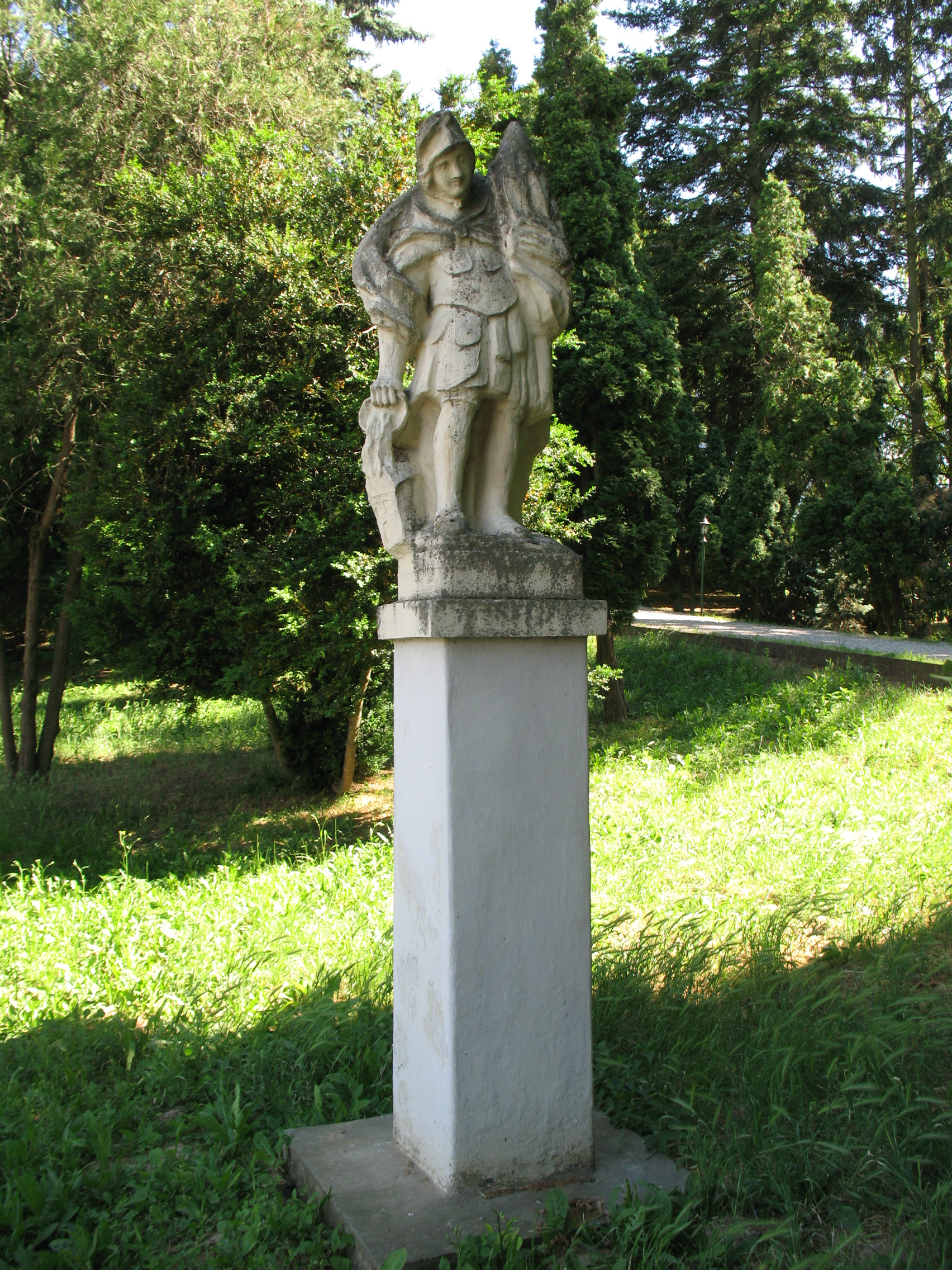
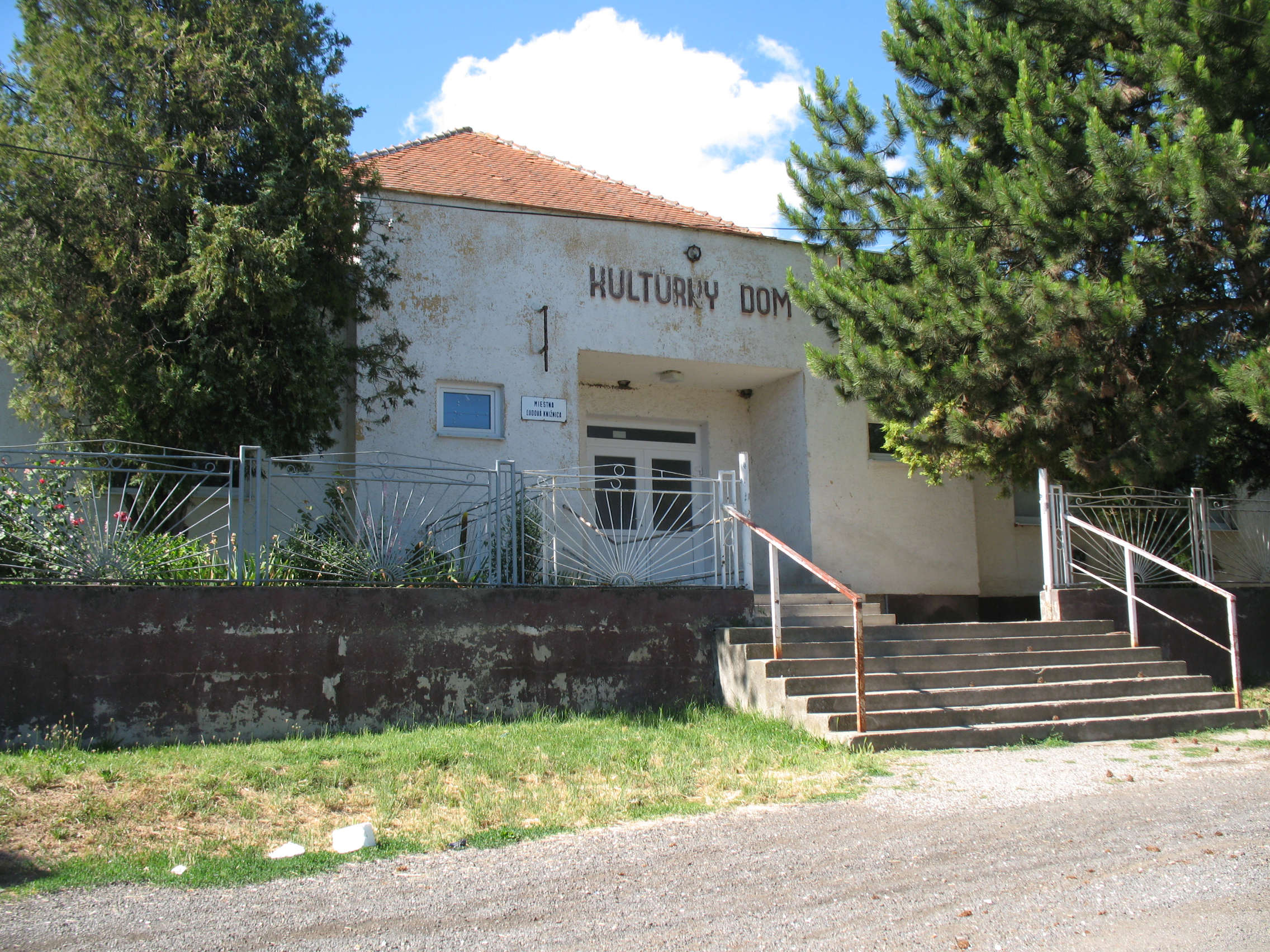

- Szent Imre herceg tiszteletére szentelt római katolikus plébániatemploma 1721-ben épült a korábbi templom helyén.
- Szecessziós kastélya a 20. század elején épült.